# Cethosia biblina
Cethosia biblina är en fjärilsart som beskrevs av Jean Baptiste Godart 1919. Cethosia biblina ingår i släktet Cethosia och familjen praktfjärilar. Inga underarter finns listade i Catalogue of Life.